# Aglaosoma variegata
Aglaosoma variegata is een vlinder uit de familie van de tandvlinders (Notodontidae). De wetenschappelijke naam van de soort is voor het eerst in 1855 gepubliceerd door Francis Walker.